# Invaders from Mars
Invaders from Mars (bra: Invasores de Marte, ou Os Invasores de Marte) é um filme estadunidense de 1953, dos gêneros terror e ficção científica, dirigido por William Cameron Menzies, com roteiro de Richard Blake e John Tucker Battle.
Produzido de forma independente por Edward L. Alperson Jr. e estrelado por Jimmy Hunt, Helena Carter e Arthur Franz, teve distribuição pela Twentieth Century-Fox Film Corporation.[carece de fontes?]
O filme apresenta algumas inovações para a época, como contar a história pelos olhos de uma criança, cenários de caráter surreal e o uso muito criativo dos efeitos sonoros, notavelmente o fundo coral para ressaltar a ação marciana.[carece de fontes?]
Entretanto, o baixo orçamento do filme também acarretou algumas deficiências, como o aspecto dos alienígenas, próprio das produções B da época.[carece de fontes?]

## Enredo
Numa noite de tempestade, não podendo dormir por causa dos trovões e relâmpagos, o menino David MacLean (Jimmy Hunt), vê um disco voador aterrar atrás de uma colina próxima à sua casa. Seu pai, cientista (Leif Ericksson), vai investigar. Ao regressar, comporta-se de maneira diferente, fria e hostil. O menino percebe uma marca incomum na nuca do pai e gradativamente se vai apercebendo que pessoas desaparecem atrás da colina, apresentam o mesmo comportamento estranho e a marca que seu pai. Isso o leva a concluir que há uma invasão alienígena acontecendo. A polícia o prende e chama a Dra. Pat Blake (Helena Carter), do Departamento de Saúde, para cuidar dele. Ela o ouve e, ao presenciar o encontro do menino com seus pais, compreende que ele pode estar falando a verdade. Ela consegue contato com o astrônomo Dr. Stuart Kelston (Arthur Franz) que acredita na história e contata o exército. Examinando a colina onde o disco-voador teria aterrado, eles descobrem uma rede de túneis, mutantes e o líder marciano que desejam sabotar as construção de um foguete nuclear. Ao final a espaçonave e os marcianos são destruídos. Após a explosão, a cena muda e David está de volta em sua cama, despertado por um trovão: foi tudo um sonho ruim numa noite de tempestade. Entretanto, com dificuldade em voltar a dormir, ele presencia a nave espacial realmente descer atrás da colina próxima de sua casa.[carece de fontes?]

## Elenco
| Nome                | Personagem                     |
| ------------------- | ------------------------------ |
| Helena Carter       | Dra. Pat Blake, Médica         |
| Arthur Franz        | Dr. Kelston                    |
| Jimmy Hunt          | David Maclean                  |
| Leif Erickson       | Sr. George MacLean             |
| Hillary Brooke      | Sra. Mary MacLean              |
| Morris Ankrum       | Coronel Fielding               |
| Max Wagner          | Sargento Rinaldi               |
| Milburn Stone       | Capitão Roth                   |
| Janine Perreau      | Kathy Wilson                   |
| William Phipps      | Sargento Baker                 |
| Fay Baker           | Sr. Wilson                     |
| Barbara Billingsley | Secretária de Kelston          |
| Peter Brocco        | Brainard                       |
| Charles Cane        | Velho policial que desaparece  |
| Tommy Cottonaro     | Mutante n.º 1                  |
| Richard Deacon      | Polícia militar                |
| Pete Dunn           | Mutante n.º 2                  |
| John Eldredge       | Sr. Turner                     |
| William Forrest     | General Mayberry               |
| Bert Freed          | A.C. Barrows                   |
| Charles Gibb        | Tenente Blair                  |
| Gil Herman          | Major Clary                    |
| Bob Herron          | Marciano                       |
| Todd Karns          | Jim                            |
| Douglas Kennedy     | Policial alto que desaparece   |
| Paul Klott          | Mutante n.º 3                  |
| Lock Martin         | Mutante que carregou David     |
| Harry Monty         | Mutante n.º 4                  |
| Max Palmer          | Mutante que carregou Dr. Blake |
| Luce Potter         | Inteligência marciana          |
| Walter Sande        | Sargento Finlay                |
| Robert Shayne       | Dr. Bill Wilson                |
| George Spotts       | Mutante n.º 5                  |
| Frank Wilcox        | Chefe do staff do pentágono    |
| Ed Wolff            | Mutante n.º 6                  |

## Premiações
- Indicado[carece de fontes?]

Hugo
Categoria Melhor apresentação dramática[carece de fontes?]